# Nostang
Nostang (bret. Lostenk) – miejscowość i gmina we Francji, w regionie Bretania, w departamencie Morbihan.
Według danych na rok 1990 gminę zamieszkiwało 1050 osób, a gęstość zaludnienia wynosiła 67 osób/km² (wśród 1269 gmin Bretanii Nostang plasuje się na 561. miejscu pod względem liczby ludności, natomiast pod względem powierzchni na miejscu 639.).